# Ant-Man (film)
Ant-Man je americký akční film z roku 2015, který natočil režisér Peyton Reed podle komiksů o Ant-Manovi. V titulní roli Scotta Langa, jenž získá speciální oblek, který zmenší člověka na velikost hmyzu a jehož technologii musí před zločinci ochránit, se představil Paul Rudd, jenž si tuto postavu zahrál i v navazujícím filmu Ant-Man a Wasp (2018). Jedná se o dvanáctý celovečerní snímek filmové série Marvel Cinematic Universe.

## Příběh
V roce 1989 odejde vědec Hank Pym ze špionážní agentury S.H.I.E.L.D., protože zjistil, že chtějí zreplikovat jeho ant-manovskou zmenšovací technologii, kterou si jako vlastní vynález chrání. Protože věří, že je nebezpečná, Pym slíbí, že ji bude ukrývat, dokud bude na živu. V současnosti se ho jeho dcera Hope van Dyne, která s ním nemá příliš vřelý vztah, a bývalý chráněnec Darren Cross pokusí vypudit z jeho společnosti Pym Technologies. Cross je zároveň velmi blízko k sestrojení vlastního funkčního zmenšovacího obleku Yellowjacket, což Pyma děsí.
Po propuštění z vězení se dobrosrdečný zloděj Scott Lang zabydlí u bývalého spoluvězně Luise. Mezitím také neohlášeně navštíví svoji malou dceru Cassie. Jeho bývalá manželka Maggie se svým novým snoubencem, detektivem Paxtonem, mu však vynadají, že neplatí alimenty. Kvůli záznamu v trestním rejstříku si není Lang schopen udržet práci, proto souhlasí s Luisovou nabídkou, aby se připojil k jeho partě při chystané akci. Během ní se vloupe do domu a pronikne do sejfu, kde však najde pouze starý oblek, o kterém si myslí, že je motorkářský, a který vezme domů. Poté, co si ho zkusí obléknout, se nečekaně zmenší do velikosti hmyzu; nakonec se však dokáže vrátit do normální velikosti. Tento zážitek jej natolik vyděsí, že oblek raději vrátí do domu, odkud ho ukradl. Při cestě zpět je však zatčen policií. Hank Pym, který je majitelem onoho domu, Langa ve vězení navštíví a do cely mu propašuje právě zmenšovací oblek, aby mu pomohl k útěku.
Pym totiž od počátku s Langem manipuluje skrze nevědoucího Luise. Krádež obleku byla zkouška, protože zloděje chce využít, aby se stal novým Ant-Manem a aby ukradl oblek Yellowjacket. Cross odhalí Pymovy záměry a nechá ho špehovat, van Dyne však otci pomůže a začne Langa trénovat jak v boji, tak v ovládání mravenců. Zároveň však má kvůli matčině smrti odpor k Hankovi. Ten jí nakonec prozradí, že Janet, tehdy známá jako Wasp, zmizela v subatomární říší kvant, když zneškodňovala sovětskou jadernou střelu. Pym varuje Langa, že když přetíží regulátor obleku, mohl by ho postihnout stejný osud. Nejdříve ho však pošlou na základnu týmu Avengers, kde má získat zařízení, které jim v loupeži Crossova obleku pomůže. Po krátkém boji s jedním Avengerem, Samem Wilsonem / Falconem, ho Lang nakonec získá.
Cross dokončí vývoj Yellowjacketu a v ředitelství Pym Technologies zorganizuje jeho slavnostní odhalení. Lang se společně se svou partou a rojem létajících mravenců dostane do budovy, sabotuje firemní servery a osadí výbušniny. Při pokusu o krádež obleku je však společně s Hankem a Hope zadržen Crossem, jenž chce obleky Yellowjacketa i Ant-Mana prodat teroristické organizaci Hydra, kterou vede bývalý důstojník S.H.I.E.L.D.u Mitchell Carson. Lang se osvobodí a společně s Hope odstraní většinu agentů Hydry. Carson ale s ampulí Crossových částic, které způsobují zmenšení hmoty, uprchne, navíc je Pym postřelen. Lang Crosse pronásleduje, mezitím výbušniny explodují, což zapříčiní implozi celé budovy. Pym s dcerou však unikne v tanku, který si dříve zmenšil a používal jej jako přívěsek na klíče.
Na Langa, kterého chce Paxton zatknout, zaútočí Cross v Yellowjacketově obleku. Vezme si malou Cassie jako rukojmí, čímž chce vylákat Scotta k dalšímu souboji. Lang přetíží regulátor a zmenší se na subatomární úroveň, protože se chce dostat do Crossova obleku a sabotovat jej. To se mu povede a Crosse tím zabije, protože jeho oblek se začne nekontrolovatelně zmenšovat. Sám Scott ale zmizí v říši kvant, dokáže však proces obrátit a vrátí se zpět do makroskopického světa. Paxton je mu vděčný, že zachránil Cassie, proto Langa nakonec nezatkne. Pym, který zjistí, že se Scott vrátil z říše kvant, začne přemýšlet, zda jeho žena není třeba ještě pořád naživu. Posléze se Lang setká s Luisem, který mu řekne, že ho hledá Sam Wilson.
Pym ukáže své dceři Hope nový prototyp obleku Wasp a nabídne jí ho.
Wilson a Steve Rogers zadržují Buckyho Barnese. Protože nemohou kontaktovat Tonyho Starka, Wilson se zmíní, že zná někoho, kdo by jim mohl pomoci.

## Obsazení

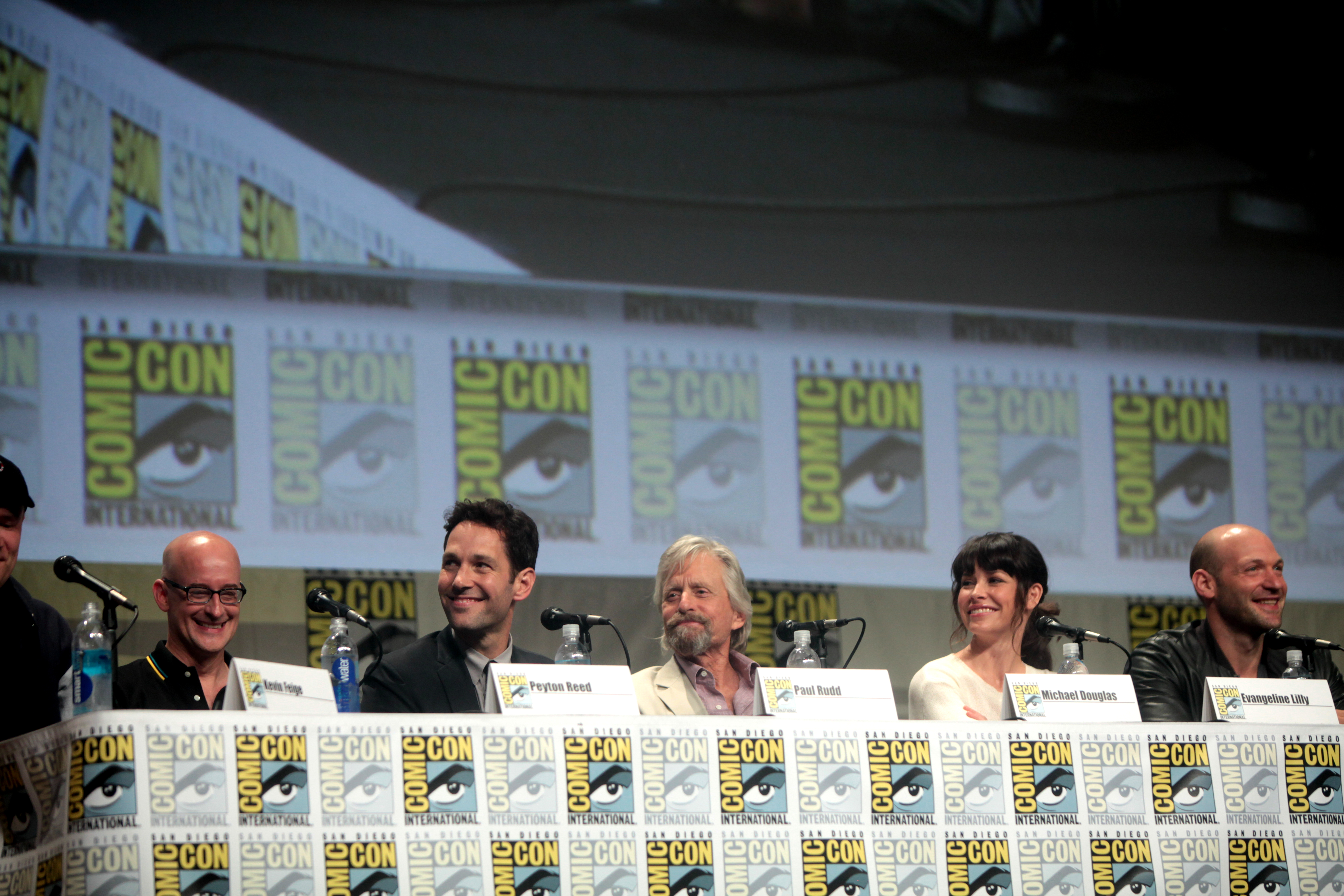
Zleva: režisér Peyton Reed, Paul Rudd, Michael Douglas, Evangeline Lilly a Corey Stoll na Comic-Conu 2014

- Paul Rudd (český dabing: Dalibor Gondík) jako Scott Lang / Ant-Man
- Evangeline Lilly (český dabing: Tereza Bebarová) jako Hope van Dyne
- Corey Stoll (český dabing: Jan Vondráček) jako Darren Cross / Yellowjacket
- Bobby Cannavale (český dabing: Petr Rychlý) jako Paxton
- Michael Peña (český dabing: Radek Kuchař) jako Luis
- Tip „T.I.“ Harris (český dabing: Jan Dolanský) jako Dave
- Anthony Mackie (český dabing: Michal Holán) jako Sam Wilson / Falcon
- Wood Harris (český dabing: Tomáš Racek) jako Gale
- Judy Greerová (český dabing: Dana Černá) jako Maggie
- Abby Ryder Fortsonová (český dabing: Matylda Anna Bartůňková) jako Cassie
- David Dastmalchian (český dabing: David Matásek) jako Kurt
- Martin Donovan (český dabing: Otakar Brousek mladší) jako Mitchell Carson
- Hayley Atwellová (český dabing: Kateřina Petrová) jako agentka Peggy Carterová
- Michael Douglas (český dabing: Ladislav Frej) jako Hank Pym

V dalších rolích se představili také John Slattery (Howard Stark) a Garrett Morris (muž v autě). V cameo rolích se ve filmu objevili i Chris Evans (Steve Rogers / Kapitán Amerika), Sebastian Stan (Bucky Barnes / Winter Soldier) a Stan Lee (barman).

## Produkce

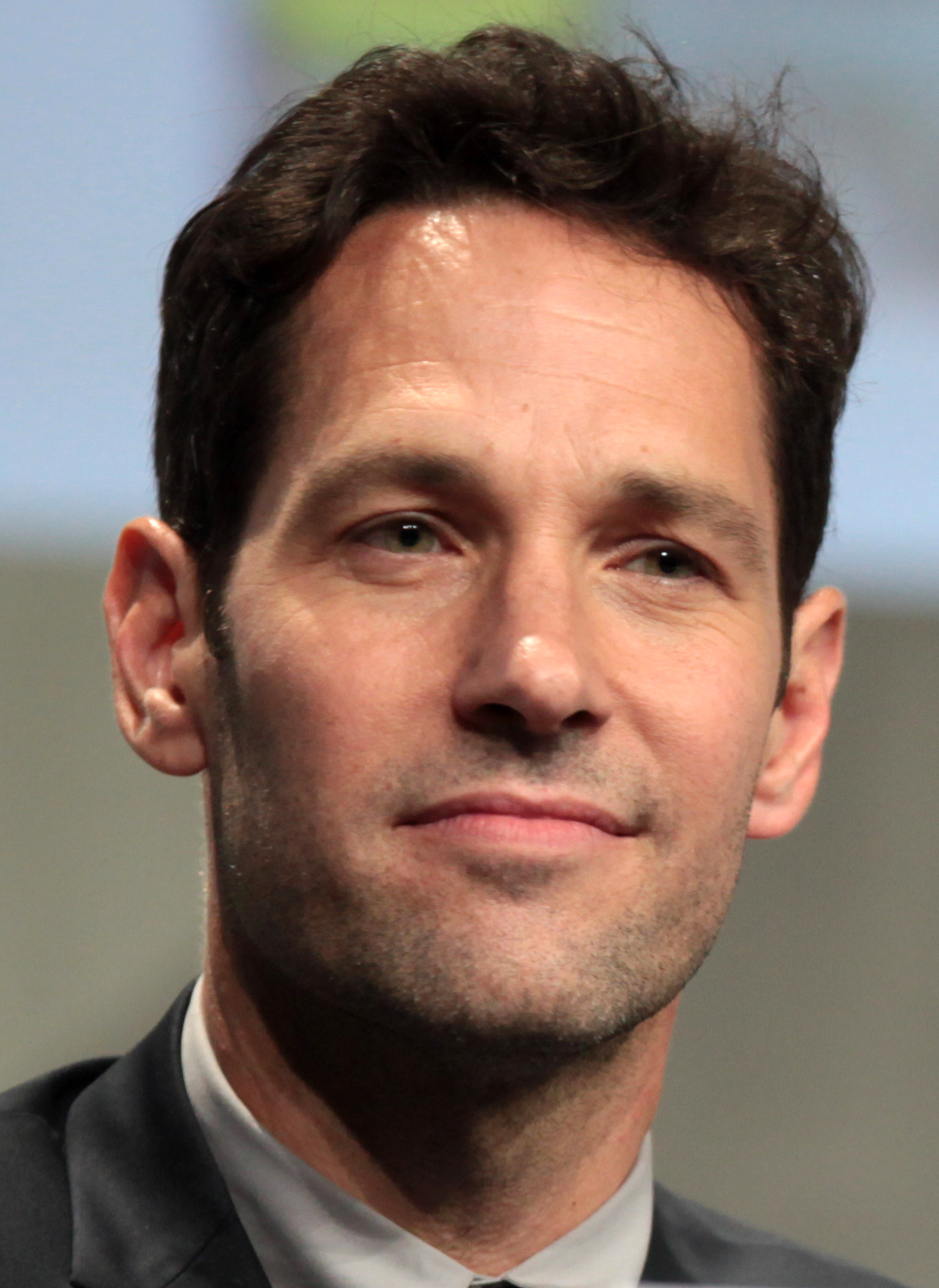
Paul Rudd

Na konci 80. let 20. století předal Stan Lee návrh na film o Ant-Manovi společnosti New World Entertainment, tehdejšímu vlastníkovi Marvel Comics. Protože však studio Walt Disney Pictures připravovalo snímek s podobnou tematikou, Miláčku, zmenšil jsem děti, marvelovský superhrdinský film se realizace nedočkal.
Roku 2000 se studio Artisan Entertainment dohodlo s Marvelem na koprodukci, financování a distribuci filmu o Ant-Manovi. O tři roky později napsali Edgar Wright a Joe Cornish pro Artisan náčrt filmu, který podle Wrighta ale asi nikdy nebyl Marvelu zaslán. V roce 2004 nabídla tato scenáristická dvojice film Kevinovi Feigemu, tehdejšímu vedoucímu produkce Marvel Studios. V dubnu 2006 najalo Marvel Studios Wrighta na režírování Ant-Mana, který měl být součástí balíčku prvních filmů samostatně produkovaných Marvelem. Na Comic-Conu v San Diegu téhož roku Wright uvedl, že chystaný snímek by neměl být parodií, ale akčním dobrodružným filmem s komediálními prvky a že by měl zahrnovat jak Hanka Pyma, tak i Scotta Langa v roli Ant-Mana.
V březnu 2008 byl dokončen první draft scénáře a Wright s Cornishem pracovali na druhém. O dva roky později Wright uvedl, že pro Ant-Mana zatím neexistuje žádný harmonogram, protože Marvel nepovažuje tuto postavu za jednu z hlavních. Navíc prozradil, že by kvůli svému příběhu zrodu hrdiny nepasoval do vytvářeného fikčního světa Marvel Cinematic Universe (MCU). Ke scénáři se vrátil na začátku roku 2011, zanedlouho byl odevzdán druhý draft a ještě v létě i třetí draft. V červnu 2012 strávil Wright týden natáčením krátké ukázky, která měla předvést vzhled a tón snímku a která byla promítnuta návštěvníkům panelu Marvel Studios na Comic-Conu 2012. Tehdy zároveň potvrdil přípravu filmu. V říjnu toho roku oznámil Disney premiéru Ant-Mana na 6. listopad 2015.
V lednu 2013 Kevin Feige uvedl, že film by měl být součástí třetí fáze MCU, a o několik měsíců později naznačil, že je potřeba úprava scénáře, neboť byl připravován ještě před prvním Iron Manem. V září 2013 byl oznámen posun data uvedení do kin na 31. červenec 2015. Casting začal na konci roku 2013, kdy byl do titulní role obsazen Paul Rudd. V lednu 2014 získal roli Hanka Pyma Michael Douglas, obsazen byl i Michael Peña a datum premiéry bylo, již definitivně, přesunuto na 17. červenec 2015. V následujících měsících byli obsazeni další herci, včetně Evangeline Lilly, a Wright s Cornishem napsali i potitulkovou scénu pro Avengers: Age of Ultron, která měla sloužit jako úvod pro Ant-Mana (nebyla však realizována).
Na konci května 2014 opustil Wright kvůli tvůrčím neshodám se studiem celý projekt. Již na začátku června ho v pozici režiséra nahradil Peyton Reed. Adam McKay měl přepsat scénář, do čehož se zapojil i sám Paul Rudd. Oba noví scenáristé převzali Wrightův a Cornishův skript, do něhož přidali některé nové scény a postavy a některé stávající upravili. Samotný základ filmu, jeho ideu a jeho směřování však ponechali. V říjnu 2014 odhalil Kevin Feige, že Ant-Man nebude součástí třetí fáze MCU, ale bude posledním filmem druhé fáze.
Natáčení snímku s rozpočtem 130 milionů dolarů bylo zahájeno 18. srpna 2014, jeho ukončení oznámil režisér Reed na sociálních sítích dne 5. prosince 2014.

## Vydání

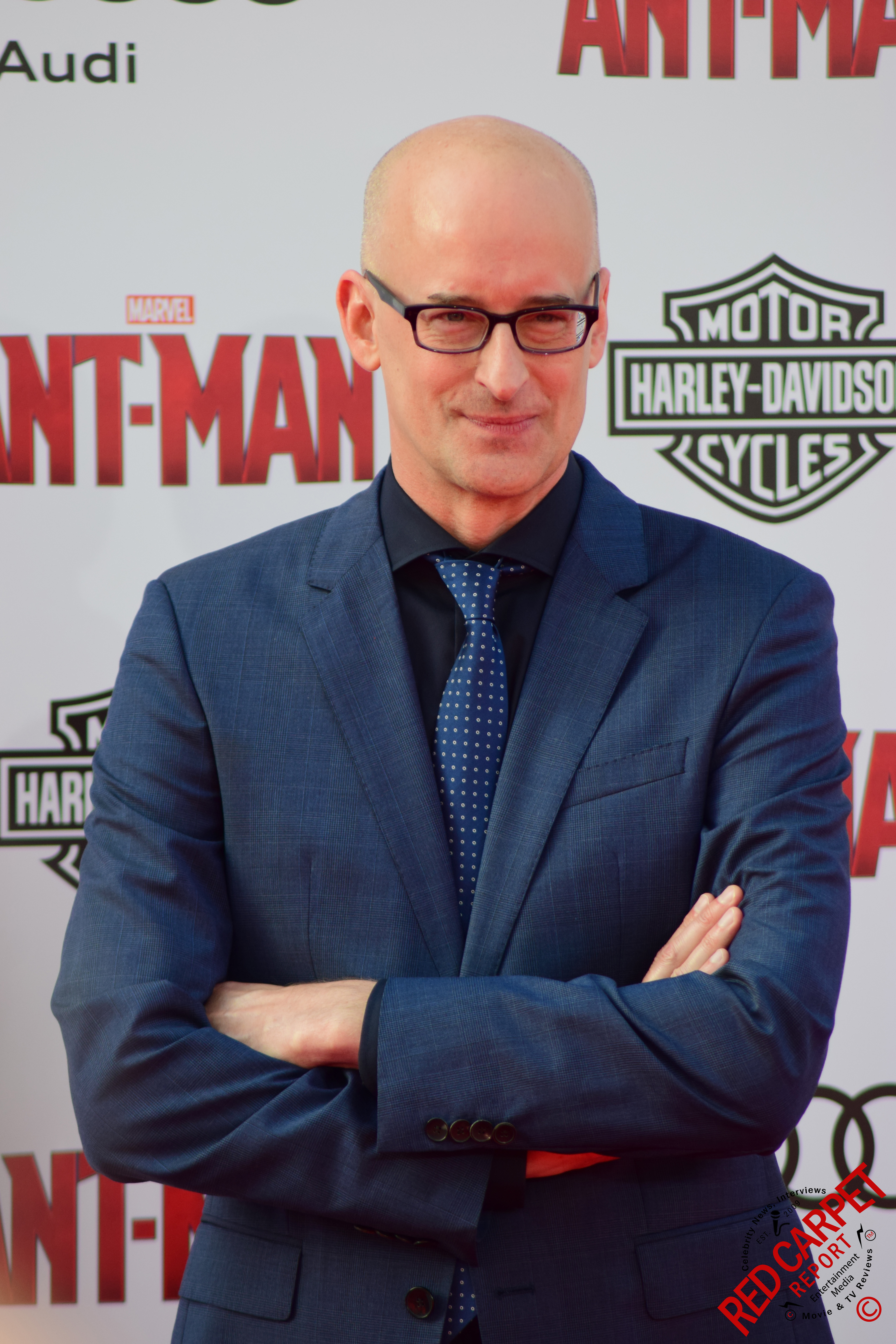
Režisér Peyton Reed na světové premiéře Ant-Mana

Světová premiéra filmu Ant-Man proběhla v hollywoodském kině Dolby Theatre 29. června 2015. Do kin byl uváděn od 14. července téhož roku, přičemž v ČR se v kinodistribuci objevil 16. července a v USA 17. července 2015.

## Přijetí

### Tržby
V Severní Americe, kde byl promítán v 3868 kinech, utržil snímek 180 202 163 dolarů, v ostatních zemích dalších 339 243 000 dolarů. Celosvětové tržby tak dosáhly 519 445 163 dolarů.
V České republice byl film uveden distribuční společností Falcon v 65 kinech. Za první víkend snímek utržil 3,9 milionů korun při návštěvnosti 25 890 diváků, celkově 14,7 milionů korun při návštěvnosti 101 682 diváků.

### Filmová kritika
Server Kinobox.cz na základě vyhodnocení 15 recenzí z českých internetových stránek ohodnotil film Ant-Man 69 %. Server Rotten Tomatoes udělil snímku známku 6,8/10 a to na základě 277 recenzí (z toho 225 jich bylo spokojených, tj. 81 %). Od serveru Metacritic získal film, podle 43 recenzí, celkem 64 ze 100 bodů.

### Ocenění
Snímek byl nominován na šest žánrových cen Saturn, z nichž vyhrál jednu v kategorii Nejlepší komiksový film.

### Navazující filmy
Díky komerčnímu úspěchu snímku byl v roce 2018 uveden do kin filmový sequel Ant-Man a Wasp, který byl rovněž součástí série Marvel Cinematic Universe (MCU). Hlavní roli si v něm zopakoval Paul Rudd, který se jako Ant-Man objevil i v některých dalších celovečerních filmech MCU.